# Adam Zrinski
Adam Josip Sigismund Zrinski (mađ. Zrínyi Ádám) (Beč, 24. studenoga 1662. – kod Slankamena, 19. kolovoza 1691.) bio je hrvatski grof, časnik i protuturski borac iz znamenite hrvatske velikaške obitelji Zrinski.

## Životopis
Adam Zrinski rođen je u Beču 1662. godine. Bio je sin bana i grofa Nikole VII. Zrinskog i njegove druge supruge, barunice Marije Sofije rođ. Löbl. Nije imao niti dvije godine kada mu je otac poginuo u lovu, 18. studenoga 1664. godine u Kuršanečkom lugu, južno od Čakovca. Prema službenoj verziji usmrtio ga je podivljali ranjeni vepar, ali sumnjalo se da je u tu smrt bio umiješan bečki carski dvor. Brigu o njemu i njegovoj starijoj sestri Mariji Katarini preuzela je, sve do svoje smrti 1676. godine, njihova majka Marija Sofija.
Obitelj je uspjela sačuvati svoju imovinu nakon zrinsko-frankopanske urote, ali su Marija Sofija i njena djeca mnogo pretjrpjeli. U njihove utvrde postavljeni su njemački vojnici, zbog čega su morali napustiti Čakovec 1670. godine i naseliti se u Beču.
Adam se ispočetka školovao kod kuće gdje su ga isusovci podučavali latinski jezik i gramatiku, a 1673. godine postao je učenik isusovačkog kolegija pri bečkom sveučilištu. Po završetku humanističke gimnazije, upisao je trogodišnji filozofski fakultet, na kojem se nakon izučavanja latinskog i grčkog, posvetio učenju logike, fizike, matematike, etike, geografije, astronomije, prava, vojne strategije i drugih disciplina. Govorio je hrvatski, njemački, mađarski, latinski, francuski i španjolski jezik. Po završetku studija 1679. godine vratio se u Čakovec kako bi procijenio stanje svojih posjeda, te se zbog zloupotreba tamošnjeg vojnog garnizona žalio Dvorskom vojnom vijeću i kralju Leopoldu I. Zbog sukoba između mladog grofa i okružnog vrhovnog kapetana Zadunavlja, grofa Kristofora Bathyanyja, Zrinski je poslan na školovanje u belgijski grad Lueven, gdje je nastavio studij prava.
Od oca Nikole naslijedio je Adam bogatu knjižnicu, poznatu pod imenom Bibliotheca Zriniana. Nju je od pljačke, koja se događala nakon smaknuća strica mu Petra IV. u Bečkom Novom Mjestu 1671. godine, spasilo preseljenje iz Čakovca u dvorac Bitov (Vöttau) u današnjoj južnoj Češkoj. Velik dio knjiga iz te vrijedne knjižnice danas je očuvan i nalazi se u Nacionalnoj i sveučilišnoj knjižnici u Zagrebu.
Početkom 1681. godine vratio se na svoje imanje u Međimurje, smjestivši se u stari obiteljski dvorac u Pribislavcu, te se, slijedeći primjer svojih predaka, uključio u borbu protiv Turaka. Godine 1683. sudjelovao je u obrani Beča kojeg je sa 150.000 vojnika opsjeo veliki vezir Kara Mustafa. Sljedeće godine imenovan je legradskim vrhovnim kapetanom, dvorskim komornikom i savjetnikom, te glavnim županom županija Zala i Somogy. Nosio je i visoki naslov predvodnika kraljevske konjice.
Godine 1684. Adam se vjenčao s austrijskom groficom Marijom Katarinom Lamberg (1664. – 1717.), ali u tom braku nije bilo djece.
U to vrijeme je pod vodstvom pape Inocenta XI., uz sudjelovanje cara i kralja Leopolda I., poljskog kralja Jana Sobjeskog i Mletačke Republike, osnovana Sveta liga s ciljem potiskivanja turske sile iz Europe. Godine 1685. Adam je bio već nadaleko poznat kao borac protiv Turaka. U ožujku 1688. godine sudjelovao je kao potpukovnik konjaničke pukovnije sa svojim legradskim, međimurskim i kotorskim vojnicima, te je pod Caprarinim vodstvom sudjelovao u razbijanju turske vojske kod Dervente i u osvajanju Beograda.
Poginuo je u bitki kod Slankamena ne ostavivši nasljednika, pa je uskoro došlo do izumiranja roda Zrinskih, kada je 1703. godine umro njegov bratić Ivan Antun. Prema povijesnim izvorima, Adam je bio žrtva zavjere, jer je umro nakon što ga je, metkom u leđa, pogodio jedan njegov austrijski vojnik. Pokopan je u obiteljskoj grobnici u crkvi pavlinskoga samostana Svete Jelene pokraj Čakovca.

## Djela
- Disputatio juridica, seu Assertiones de tutela et cura. ... in ... Universitate Viennensi praeside ... d. Georgio Wohiniz, ... Ventilationi propositae ab ... domino Adamo comite a Zrinio ... Anno 1679. mense Martio die 24 ..., Beč, 1679.

Rukopisi
Iza njega ostalo je u rukopisu nekoliko pravnih djela, od kojih je jedno o vojnim utvrdama, a također pisao je i objavljivao poeziju.
- Diarium Lovaniense, 1680. – 1681.[11]
- De la fortification militaire, sv. I–III, 1681.[11]

## Vanjske poveznice
- Adam Zrinski - Hrvatska opća enciklopeija
- Boravište Adama Zrinskog u 80-tim godinama 17. stoljeća bilo je u dvorcu u Pribislavcu  Arhivirana inačica izvorne stranice od 18. listopada 2013. (Wayback Machine)
- Bibliotheca Zriniana  Arhivirana inačica izvorne stranice od 23. listopada 2021. (Wayback Machine), virtualna.nsk.hr